# Jacek Lachowicz

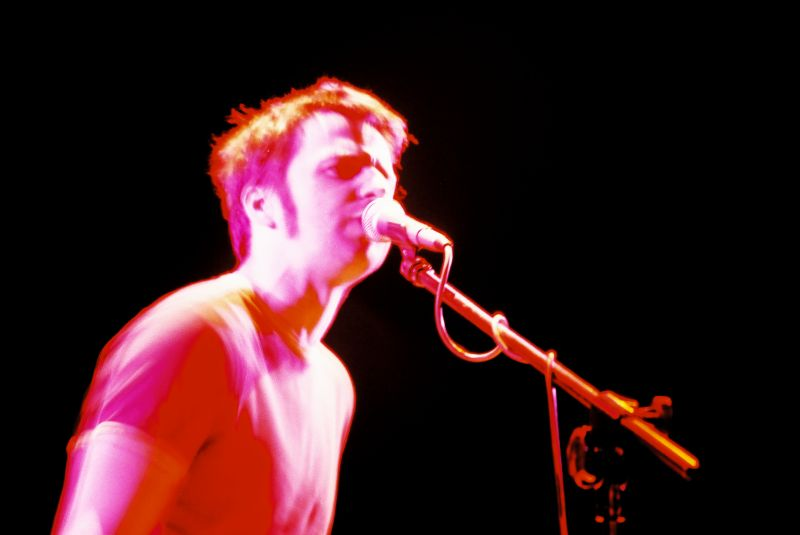
Jacek Lachowicz live @ ACK Chatka Żaka, Lublin

Jacek Lachowicz (15 de novembro de 1972 em Gostyninie, Polônia) é um músico, compositor e produtor.

## Discografia
- Split EP (2004)
- Jacek Lachowicz (2004)
- Za morzami (2007)
- Runo (2008)